# Fitna
Fitna este un film de 15 minute, produs de politicianul olandez Geert Wilders, liderul Partidului Libertății (PVV) din Parlamentul olandez, în care își prezintă punctul de vedere asupra Islamului și a Coranului, pe care le asociază cu violența. Titlul filmului vine de la cuvântul arab fitna care s-ar traduce prin discordie sau testare a credinței. Filmul a fost lansat pe Internet în 27 martie 2008 .